# Cresmatoneta eleonorae
Cresmatoneta eleonorae là một loài nhện trong họ Linyphiidae.
Loài này thuộc chi Cresmatoneta. Cresmatoneta eleonorae được Costa miêu tả năm 1883.